# Polo aquático no Campeonato Mundial de Esportes Aquáticos de 2017 - Masculino
O torneio masculino de polo aquático no Campeonato Mundial de Esportes Aquáticos de 2017 em Budapeste na Hungria foi disputado entre 16 de julho e 29 de julho.

## Medalhistas
| Ouro | Prata | Bronze |
| Croácia · Marko Bijač · Andro Bušlje · Ivan Buljubašić · Loren Fatović · Xavier García · Maro Joković · Ivan Krapić · Luka Lončar · Marko Macan · Ivan Marcelić · Anđelo Šetka · Sandro Sukno · Ante Vukičević | Hungria · Ádám Decker · Attila Decker · Balázs Erdélyi · Balázs Hárai · Norbert Hosnyánszky · Miklós Gór-Nagy · Krisztián Manhercz · Tamás Mezei · Viktor Nagy · Béla Török · Márton Vámos · Dénes Varga · Gergő Zalánki | Sérvia · Milan Aleksić · Miloš Ćuk · Filip Filipović · Nikola Jakšić · Dušan Mandić · Branislav Mitrović · Stefan Mitrović · Duško Pijetlović · Gojko Pijetlović · Andrija Prlainović · Sava Ranđelović · Viktor Rašović · Nemanja Ubović |

## Formato da disputa
Os 16 participantes foram divididos em quatro grupos com quatro integrantes de primeira fase. As equipes enfrentam as outras equipes de seu grupo uma única vez, ao final das três rodadas, a primeira colocada de cada grupo se classifica direto para as quartas-de-final. As equipes que ocuparem a segunda e a terceira posições disputarão as oitavas-de-final. A quarta colocada de cada grupo disputará do 13º ao 16º lugar.

## Primeira fase
Todas as partidas seguem o horário local  (UTC+1)

### Grupo A
| Pos. | Seleção     | PT | J | V | E | D | GM | GS | SG  |
| ---- | ----------- | -- | - | - | - | - | -- | -- | --- |
| 1.   | Montenegro  | 5  | 3 | 2 | 1 | 0 | 35 | 18 | +17 |
| 2.   | Brasil      | 3  | 3 | 1 | 1 | 1 | 17 | 22 | -5  |
| 3.   | Cazaquistão | 2  | 3 | 1 | 0 | 2 | 17 | 28 | -11 |
| 4.   | Canadá      | 2  | 3 | 0 | 2 | 1 | 23 | 24 | -1  |

| 17 de julho de 2017 09:30 | Súmula | Brasil                                     | 6–2 | Cazaquistão | Budapeste Árbitros: Matan Schwartz (ISR), Yosuke Kajiwara (JPN) |
| 17 de julho de 2017 09:30 | Súmula | Pontuação por períodos: 1–1, 0–1, 3–0, 2–0 |     |             | Budapeste Árbitros: Matan Schwartz (ISR), Yosuke Kajiwara (JPN) |

| 17 de julho de 2017 10:50 | Súmula | Montenegro                                 | 8–8 | Canadá | Budapeste Árbitros: Georgios Stavridis (GRE), Francesc Buch (ESP) |
| 17 de julho de 2017 10:50 | Súmula | Pontuação por períodos: 3–1, 2–2, 1–1, 2–4 |     |        | Budapeste Árbitros: Georgios Stavridis (GRE), Francesc Buch (ESP) |

| 19 de julho de 2017 18:50 | Súmula | Canadá                                     | 9–10 | Cazaquistão | Budapeste Árbitros: Georgios Stavridis (GRE), Nader Ghafouri (IRI) |
| 19 de julho de 2017 18:50 | Súmula | Pontuação por períodos: 2–2, 3-3, 3–2, 1–3 |      |             | Budapeste Árbitros: Georgios Stavridis (GRE), Nader Ghafouri (IRI) |

| 19 de julho de 2017 21:30 | Súmula | Brasil                                     | 5–14 | Montenegro | Budapeste Árbitros: Dion Willis (RSA), Yosuke Kajiwara (JPN) |
| 19 de julho de 2017 21:30 | Súmula | Pontuação por períodos: 0–4, 2–3, 2–4, 1–3 |      |            | Budapeste Árbitros: Dion Willis (RSA), Yosuke Kajiwara (JPN) |

| 21 de julho de 2017 17:30 | Súmula | Brasil                                     | 6–6 | Canadá | Budapeste Árbitros: Andrej Franulović (CRO), Dion Willis (RSA) |
| 21 de julho de 2017 17:30 | Súmula | Pontuação por períodos: 1–2, 3–2, 1–2, 1–0 |     |        | Budapeste Árbitros: Andrej Franulović (CRO), Dion Willis (RSA) |

| 21 de julho de 2017 18:50 | Súmula | Montenegro                                 | 13–5 | Cazaquistão | Budapeste Árbitros: Georgios Stavridis (GRE), Steven Rotstart (USA) |
| 21 de julho de 2017 18:50 | Súmula | Pontuação por períodos: 2–0, 4–0, 3–2, 4–3 |      |             | Budapeste Árbitros: Georgios Stavridis (GRE), Steven Rotstart (USA) |

### Grupo B
| Pos. | Seleção   | PT | J | V | E | D | GM | GS | SG  |
| ---- | --------- | -- | - | - | - | - | -- | -- | --- |
| 1.   | Hungria   | 5  | 3 | 2 | 0 | 1 | 35 | 19 | +16 |
| 2.   | Itália    | 5  | 3 | 2 | 1 | 0 | 40 | 23 | +17 |
| 3.   | Austrália | 2  | 3 | 1 | 0 | 2 | 19 | 36 | -17 |
| 4.   | França    | 0  | 3 | 0 | 0 | 3 | 26 | 42 | -16 |

| 17 de julho de 2017 12:10 | Súmula | França                                     | 9–18 | Itália | Budapeste Árbitros: Vojin Putniković (SRB), Frank Ohme (GER) |
| 17 de julho de 2017 12:10 | Súmula | Pontuação por períodos: 2–5, 4–3, 1–7, 2–3 |      |        | Budapeste Árbitros: Vojin Putniković (SRB), Frank Ohme (GER) |

| 17 de julho de 2017 20:10 | Súmula | Austrália                                  | 3–13 | Hungria | Budapeste Árbitros: Andrej Franulović (CRO), Steven Rotsart (USA) |
| 17 de julho de 2017 20:10 | Súmula | Pontuação por períodos: 1–1, 1–4, 1–2, 0–6 |      |         | Budapeste Árbitros: Andrej Franulović (CRO), Steven Rotsart (USA) |

| 19 de julho de 2017 09:30 | Súmula | França                                     | 10–11 | Austrália | Budapeste Árbitros: Vojin Putniković (SRB), Andrej Franulović (CRO) |
| 19 de julho de 2017 09:30 | Súmula | Pontuação por períodos: 5–4, 1–2, 1–3, 3–2 |       |           | Budapeste Árbitros: Vojin Putniković (SRB), Andrej Franulović (CRO) |

| 19 de julho de 2017 20:10 | Súmula | Hungria                                    | 9–9 | Itália | Budapeste Árbitros: Sergey Naumov (RUS), Matan Schwartz (ISR) |
| 19 de julho de 2017 20:10 | Súmula | Pontuação por períodos: 4-4, 2–1, 1-3, 2–1 |     |        | Budapeste Árbitros: Sergey Naumov (RUS), Matan Schwartz (ISR) |

| 21 de julho de 2017 20:10 | Súmula | França                                     | 7–13 | Hungria | Budapeste Árbitros: Radosław Koryzna (POL), Sergey Naumov (RUS) |
| 21 de julho de 2017 20:10 | Súmula | Pontuação por períodos: 1–6, 3–2, 1–3, 2–2 |      |         | Budapeste Árbitros: Radosław Koryzna (POL), Sergey Naumov (RUS) |

| 21 de julho de 2017 21:30 | Súmula | Austrália                                  | 5–13 | Itália | Budapeste Árbitros: Francesc Buch (ESP), Stanko Ivanovski (MNE) |
| 21 de julho de 2017 21:30 | Súmula | Pontuação por períodos: 2–5, 0–3, 3–2, 0–3 |      |        | Budapeste Árbitros: Francesc Buch (ESP), Stanko Ivanovski (MNE) |

### Grupo C
| Pos. | Seleção       | PT | J | V | E | D | GM | GS | SG  |
| ---- | ------------- | -- | - | - | - | - | -- | -- | --- |
| 1.   | Sérvia        | 6  | 3 | 3 | 0 | 0 | 43 | 16 | +27 |
| 2.   | Grécia        | 4  | 3 | 2 | 0 | 1 | 32 | 20 | +12 |
| 3.   | Espanha       | 2  | 3 | 1 | 0 | 2 | 28 | 23 | +5  |
| 4.   | África do Sul | 0  | 3 | 0 | 0 | 3 | 11 | 55 | -44 |

| 17 de julho de 2017 13:30 | Súmula | Espanha                                    | 7–8 | Grécia | Budapeste Árbitros: Radoslaw Koryzna (POL), Péter Molnár (HUN) |
| 17 de julho de 2017 13:30 | Súmula | Pontuação por períodos: 1–3, 2–2, 1–1, 3–2 |     |        | Budapeste Árbitros: Radoslaw Koryzna (POL), Péter Molnár (HUN) |

| 17 de julho de 2017 17:30 | Súmula | Sérvia                                     | 21–5 | África do Sul | Budapeste Árbitros: Michael Brooks (NZL), Nader Ghafouri (IRI) |
| 17 de julho de 2017 17:30 | Súmula | Pontuação por períodos: 6–1, 7–1, 5–1, 3–2 |      |               | Budapeste Árbitros: Michael Brooks (NZL), Nader Ghafouri (IRI) |

| 19 de julho de 2017 10:50 | Súmula | África do Sul                              | 2–18 | Grécia | Budapeste Árbitros: Péter Molnár (HUN), Maged El Shamy (AUS) |
| 19 de julho de 2017 10:50 | Súmula | Pontuação por períodos: 0–5, 2–3, 0–5, 0–5 |      |        | Budapeste Árbitros: Péter Molnár (HUN), Maged El Shamy (AUS) |

| 19 de julho de 2017 12:10 | Súmula | Espanha                                    | 5–11 | Sérvia | Budapeste Árbitros: Adrian Alexandrescu (ROU), Mikhail Dykman (CAN) |
| 19 de julho de 2017 12:10 | Súmula | Pontuação por períodos: 1–3, 0–2, 2–3, 2–3 |      |        | Budapeste Árbitros: Adrian Alexandrescu (ROU), Mikhail Dykman (CAN) |

| 21 de julho de 2017 09:30 | Súmula | Espanha                                    | 16–4 | África do Sul | Budapeste Árbitros: Ni Shiwei (CHN), Michael Brooks (NZL) |
| 21 de julho de 2017 09:30 | Súmula | Pontuação por períodos: 3–2, 1–0, 6–1, 6–1 |      |               | Budapeste Árbitros: Ni Shiwei (CHN), Michael Brooks (NZL) |

| 21 de julho de 2017 10:50 | Súmula | Sérvia                                     | 11–6 | Grécia | Budapeste Árbitros: Péter Molnár (HUN), Frank Ohme (GER) |
| 21 de julho de 2017 10:50 | Súmula | Pontuação por períodos: 2–1, 3–3, 3–0, 3–2 |      |        | Budapeste Árbitros: Péter Molnár (HUN), Frank Ohme (GER) |

### Grupo D
| Pos. | Seleção        | PT | J | V | E | D | GM | GS | SG  |
| ---- | -------------- | -- | - | - | - | - | -- | -- | --- |
| 1.   | Croácia        | 6  | 3 | 3 | 0 | 0 | 38 | 21 | +17 |
| 2.   | Rússia         | 2  | 3 | 1 | 0 | 2 | 34 | 32 | +2  |
| 3.   | Japão          | 2  | 3 | 1 | 0 | 2 | 29 | 32 | -3  |
| 4.   | Estados Unidos | 0  | 3 | 0 | 0 | 3 | 25 | 41 | -16 |

| 17 de julho de 2017 18:50 | Súmula | Estados Unidos                             | 7–12 | Croácia | Budapeste Árbitros: Adrian Alexandrescu (ROU), Alessandro Severo (ITA) |
| 17 de julho de 2017 18:50 | Súmula | Pontuação por períodos: 1-3, 2–4, 1-3, 3–2 |      |         | Budapeste Árbitros: Adrian Alexandrescu (ROU), Alessandro Severo (ITA) |

| 17 de julho de 2017 21:30 | Súmula | Japão                                      | 8–15 | Rússia | Budapeste Árbitros: Daniel Flahive (AUS), Stanko Ivanovski (MNE) |
| 17 de julho de 2017 21:30 | Súmula | Pontuação por períodos: 1-5, 2–3, 2-3, 3–4 |      |        | Budapeste Árbitros: Daniel Flahive (AUS), Stanko Ivanovski (MNE) |

| 19 de julho de 2017 13:30 | Súmula | Rússia                                     | 8–10 | Croácia | Budapeste Árbitros: Radoslaw Koryzna (POL), Frank Ohme (GER) |
| 19 de julho de 2017 13:30 | Súmula | Pontuação por períodos: 3-1, 3–3, 1–4, 1-2 |      |         | Budapeste Árbitros: Radoslaw Koryzna (POL), Frank Ohme (GER) |

| 19 de julho de 2017 17:30 | Súmula | Estados Unidos                             | 7–15 | Japão | Budapeste Árbitros: Daniel Flahive (AUS), Benjamin Mercier (FRA) |
| 19 de julho de 2017 17:30 | Súmula | Pontuação por períodos: 2–1, 2-5, 2–4, 1–5 |      |       | Budapeste Árbitros: Daniel Flahive (AUS), Benjamin Mercier (FRA) |

| 21 de julho de 2017 12:10 | Súmula | Estados Unidos                             | 14–11 | Rússia | Budapeste Árbitros: Alessandro Severo (ITA), Matan Schwartz (ISR) |
| 21 de julho de 2017 12:10 | Súmula | Pontuação por períodos: 6–1, 3–5, 3–1, 2–4 |       |        | Budapeste Árbitros: Alessandro Severo (ITA), Matan Schwartz (ISR) |

| 21 de julho de 2017 13:30 | Súmula | Japão                                      | 6–16 | Croácia | Budapeste Árbitros: Daniel Flahive (AUS), Benjamin Mercier (FRA) |
| 21 de julho de 2017 13:30 | Súmula | Pontuação por períodos: 1–5, 3–5, 1–4, 1–2 |      |         | Budapeste Árbitros: Daniel Flahive (AUS), Benjamin Mercier (FRA) |

## Segunda fase
|  | Play-off    | Play-off    |             |             | Quartas-de-final | Quartas-de-final |             |                     | Semifinal           | Semifinal |  |  | Final | Final |
|  |             |             |             |             |                  |                  |             |                     |                     |           |  |  |       |       |
|  |             |             |             |             | 25 de julho      |                  |             |                     |                     |           |  |  |       |       |
|  | 23 de julho |             |             |             |                  |                  |             |                     |                     |           |  |  |       |       |
|  | Grécia      | 12          |             |             |                  |                  |             |                     |                     |           |  |  |       |       |
|  | Grécia      | 12          | Grécia      | 14          | 27 de julho      | 27 de julho      |             |                     |                     |           |  |  |       |       |
|  |             | Montenegro  | Grécia      | 14          | 27 de julho      | 27 de julho      | 7           |                     |                     |           |  |  |       |       |
|  | Japão       | Montenegro  | 4           |             | Grécia           | 5                | 7           |                     |                     |           |  |  |       |       |
|  | Japão       | 25 de julho | 4           |             | Grécia           | 5                |             |                     |                     |           |  |  |       |       |
|  | 23 de julho | 23 de julho |             | Hungria     | 7                |                  |             |                     |                     |           |  |  |       |       |
|  | 23 de julho | 23 de julho | Hungria     | Hungria     | 7                | 14               |             |                     |                     |           |  |  |       |       |
|  | Espanha     | 10          | Hungria     |             |                  | 14               | 29 de julho | 29 de julho         |                     |           |  |  |       |       |
|  | Espanha     | 10          |             | Rússia      | 5                |                  | 29 de julho | 29 de julho         |                     |           |  |  |       |       |
|  | Rússia      | 11          |             | Rússia      | 5                | Hungria          | 6           |                     |                     |           |  |  |       |       |
|  | Rússia      | 11          | 25 de julho |             |                  | Hungria          | 6           |                     |                     |           |  |  |       |       |
|  | 23 de julho | 23 de julho |             | Croácia     | 8                |                  |             |                     |                     |           |  |  |       |       |
|  | 23 de julho | 23 de julho | Sérvia      | Croácia     | 8                | 15               |             |                     |                     |           |  |  |       |       |
|  | Brasil      | 3           | Sérvia      | 27 de julho | 27 de julho      | 15               |             |                     |                     |           |  |  |       |       |
|  | Brasil      | 3           |             | 27 de julho | 27 de julho      | Austrália        | 5           |                     |                     |           |  |  |       |       |
|  | Austrália   | 8           |             | Sérvia      | 11               | Austrália        | 5           | Disputa do 3º lugar | Disputa do 3º lugar |           |  |  |       |       |
|  | Austrália   | 8           | 25 de julho | Sérvia      | 11               |                  |             | Disputa do 3º lugar | Disputa do 3º lugar |           |  |  |       |       |
|  | 23 de julho | 23 de julho |             | Croácia     | 12               |                  | 29 de julho | 29 de julho         |                     |           |  |  |       |       |
|  | 23 de julho | 23 de julho | Croácia     | Croácia     | 12               | 12               | 29 de julho | 29 de julho         |                     |           |  |  |       |       |
|  | Cazaquistão | 7           | Croácia     |             |                  | 12               | Grécia      | 8                   |                     |           |  |  |       |       |
|  | Cazaquistão | 7           |             | Itália      | 9                |                  | Grécia      | 8                   |                     |           |  |  |       |       |
|  | Itália      | 12          |             | Itália      | 9                | Sérvia           | 11          |                     |                     |           |  |  |       |       |
|  | Itália      | 12          |             |             |                  | Sérvia           | 11          |                     |                     |           |  |  |       |       |

### Oitavas de final
| 23 de julho de 2017 13:30 | Súmula | Brasil                                     | 3–8 | Austrália | Budapeste Árbitros: Georgios Stavridis (GRE), Andrej Franulović (CRO) |
| 23 de julho de 2017 13:30 | Súmula | Pontuação por períodos: 2–2, 0–2, 1–2, 0–2 |     |           | Budapeste Árbitros: Georgios Stavridis (GRE), Andrej Franulović (CRO) |

| 23 de julho de 2017 15:00 | Súmula | A3 Cazaquistão                        | 7–12 | Itália | Budapeste Árbitros: Péter Molnár (HUN), Nader Ghafouri (IRI) |
| 23 de julho de 2017 15:00 | Súmula | Pontuação por períodos: 1–3, 1–4, 4–3 |      |        | Budapeste Árbitros: Péter Molnár (HUN), Nader Ghafouri (IRI) |

| 23 de julho de 2017 20:30 | Súmula | Grécia                                     | 14–4 | Japão | Budapeste Árbitros: Frank Ohme (GER), Steven Rotsart (USA) |
| 23 de julho de 2017 20:30 | Súmula | Pontuação por períodos: 5–2, 5–0, 2–2, 2–0 |      |       | Budapeste Árbitros: Frank Ohme (GER), Steven Rotsart (USA) |

| 23 de julho de 2017 22:00 | Súmula | Espanha                                    | 10–11 | Rússia | Budapeste Árbitros: Adrian Alexandrescu (ROU), Vojin Putniković (SRB) |
| 23 de julho de 2017 22:00 | Súmula | Pontuação por períodos: 2–3, 2–4, 3–3, 3–1 |       |        | Budapeste Árbitros: Adrian Alexandrescu (ROU), Vojin Putniković (SRB) |

### Quartas de final
| 25 de julho de 2017 14:50 | Súmula | Montenegro                                 | 7–12 | Grécia | Budapeste Árbitros: Adrian Alexandrescu (ROU), Daniel Flahive (AUS) |
| 25 de julho de 2017 14:50 | Súmula | Pontuação por períodos: 0–1, 2–5, 1–4, 4–2 |      |        | Budapeste Árbitros: Adrian Alexandrescu (ROU), Daniel Flahive (AUS) |

| 25 de julho de 2017 16:10 | Súmula | Sérvia                                     | 15–5 | Austrália | Budapeste Árbitros: Sergey Naumov (RUS), Frank Ohme (GER) |
| 25 de julho de 2017 16:10 | Súmula | Pontuação por períodos: 4–1, 4–2, 4–2, 3–0 |      |           | Budapeste Árbitros: Sergey Naumov (RUS), Frank Ohme (GER) |

| 25 de julho de 2017 20:30 | Súmula | Hungria                                    | 14–5 | Rússia | Budapeste Árbitros: Alessandro Severo (ITA), Francesc Buch (ESP) |
| 25 de julho de 2017 20:30 | Súmula | Pontuação por períodos: 5–0, 3–1, 3–3, 3–1 |      |        | Budapeste Árbitros: Alessandro Severo (ITA), Francesc Buch (ESP) |

| 25 de julho de 2017 22:00 | Súmula | Croácia                                    | 12–9 | Itália | Budapeste Árbitros: Georgios Stavridis (GRE), Matan Schwartz (ISR) |
| 25 de julho de 2017 22:00 | Súmula | Pontuação por períodos: 3–2, 2–3, 3–1, 4–3 |      |        | Budapeste Árbitros: Georgios Stavridis (GRE), Matan Schwartz (ISR) |

### Semifinal
| 27 de julho de 2017 20:30 | Súmula | Grécia                                     | 5–7 | Hungria | Budapeste Árbitros: Sergey Naumov (RUS), Francesc Buch (ESP) |
| 27 de julho de 2017 20:30 | Súmula | Pontuação por períodos: 1–2, 3–3, 0–1, 1–1 |     |         | Budapeste Árbitros: Sergey Naumov (RUS), Francesc Buch (ESP) |

| 27 de julho de 2017 22:00 | Súmula | Sérvia                                     | 11–12 | Croácia | Budapeste Árbitros: Steven Rotsart (USA), Adrian Alexandrescu (ROU) |
| 27 de julho de 2017 22:00 | Súmula | Pontuação por períodos: 1–1, 4–4, 4–4, 2–3 |       |         | Budapeste Árbitros: Steven Rotsart (USA), Adrian Alexandrescu (ROU) |

### Disputa pelo bronze
| 29 de julho de 2017 15:00 | Súmula | Grécia                                     | 8–11 | Sérvia | Budapeste Árbitros: Sergey Naumov (RUS), Benjamin Mercier (FRA) |
| 29 de julho de 2017 15:00 | Súmula | Pontuação por períodos: 3–5, 1–2, 3–3, 1–1 |      |        | Budapeste Árbitros: Sergey Naumov (RUS), Benjamin Mercier (FRA) |

### Final
| 29 de julho de 2017 20:30 | Súmula | Hungria                                    | 6–8 | Croácia | Budapeste Árbitros: Adrian Alexandrescu (ROU), Alessandro Severo (ITA) |
| 29 de julho de 2017 20:30 | Súmula | Pontuação por períodos: 0–4, 2–0, 2–2, 2–2 |     |         | Budapeste Árbitros: Adrian Alexandrescu (ROU), Alessandro Severo (ITA) |

## Disputa do 5º ao 8º lugar
|  | Semifinais  | Semifinais  |   |             | 5º lugar    | 5º lugar |  |
|  |             |             |   |             |             |          |  |
|  | 27 de julho |             |   |             |             |          |  |
|  | Montenegro  | 9           |   |             |             |          |  |
|  | Rússia      | 8           |   |             |             |          |  |
|  |             |             |   |             |             |          |  |
|  |             |             |   |             | 29 de julho |          |  |
|  |             |             |   |             | Montenegro  | 5        |  |
|  |             | Itália      | 4 |             |             |          |  |
|  |             |             |   |             |             |          |  |
|  |             |             |   |             |             |          |  |
|  |             |             |   |             | 7º lugar    |          |  |
|  | 27 de julho | 27 de julho |   | 29 de julho | 29 de julho |          |  |
|  | Austrália   | 4           |   | Rússia      | 7           |          |  |
|  | Itália      | 8           |   |             | Austrália   | 10       |  |

| 27 de julho de 2017 13:30 | Súmula | Montenegro                                 | 9–8 | Rússia | Budapeste Árbitros: Georgios Stavridis (GRE), Radosław Koryzna (POL) |
| 27 de julho de 2017 13:30 | Súmula | Pontuação por períodos: 1–1, 4–2, 2–4, 2–1 |     |        | Budapeste Árbitros: Georgios Stavridis (GRE), Radosław Koryzna (POL) |

| 27 de julho de 2017 15:00 | Súmula | Austrália                                  | 4–8 | Itália | Budapeste Árbitros: Péter Molnár (HUN), Vojin Putniković (SRB) |
| 27 de julho de 2017 15:00 | Súmula | Pontuação por períodos: 2–4, 2–2, 1–1, 0–2 |     |        | Budapeste Árbitros: Péter Molnár (HUN), Vojin Putniković (SRB) |

### Decisão do 7º lugar
| 29 de julho de 2017 12:00 | Súmula | Rússia                                     | 7–10 | Austrália | Budapeste Árbitros: Stanko Ivanovski (MNE), Frank Ohme (GER) |
| 29 de julho de 2017 12:00 | Súmula | Pontuação por períodos: 3–4, 2–2, 1–3, 1–1 |      |           | Budapeste Árbitros: Stanko Ivanovski (MNE), Frank Ohme (GER) |

### Decisão do 5º lugar
| 29 de julho de 2017 13:30 | Súmula | Montenegro                                 | 5–4 | Itália | Budapeste Árbitros: Georgios Stavridis (GRE), Francesc Buch (ESP) |
| 29 de julho de 2017 13:30 | Súmula | Pontuação por períodos: 1–1, 1–1, 3–2, 0–0 |     |        | Budapeste Árbitros: Georgios Stavridis (GRE), Francesc Buch (ESP) |

## Disputa do 9º ao 12º lugar
|  | Semifinais  | Semifinais  |    |             | 9º lugar    | 9º lugar |  |
|  |             |             |    |             |             |          |  |
|  | 25 de julho |             |    |             |             |          |  |
|  | Japão       | 9           |    |             |             |          |  |
|  | Brasil      | 7           |    |             |             |          |  |
|  |             |             |    |             |             |          |  |
|  |             |             |    |             | 27 de julho |          |  |
|  |             |             |    |             | Japão       | 11       |  |
|  |             | Espanha     | 13 |             |             |          |  |
|  |             |             |    |             |             |          |  |
|  |             |             |    |             |             |          |  |
|  |             |             |    |             | 11º lugar   |          |  |
|  | 25 de julho | 25 de julho |    | 27 de julho | 27 de julho |          |  |
|  | Cazaquistão | 6           |    | Brasil      | 5           |          |  |
|  | Espanha     | 18          |    |             | Cazaquistão | 9        |  |

| 25 de julho de 2017 12:10 | Súmula | Brasil                                     | 7–9 | Japão | Budapeste Árbitros: Diana Dutilh-Dumas (NED), Radosław Koryzna (POL) |
| 25 de julho de 2017 12:10 | Súmula | Pontuação por períodos: 1–3, 3–4, 1–1, 2–1 |     |       | Budapeste Árbitros: Diana Dutilh-Dumas (NED), Radosław Koryzna (POL) |

| 25 de julho de 2017 13:30 | Súmula | Cazaquistão                                | 6–18 | Espanha | Budapeste Árbitros: Mikhail Dykman (CAN), Stanko Ivanovski (MNE) |
| 25 de julho de 2017 13:30 | Súmula | Pontuação por períodos: 0–4, 1–5, 1–3, 4–6 |      |         | Budapeste Árbitros: Mikhail Dykman (CAN), Stanko Ivanovski (MNE) |

### Decisão do 11º lugar
| 27 de julho de 2017 10:30 | Súmula | Brasil                                     | 5–9 | Cazaquistão | Budapeste Árbitros: Andrej Franulović (CRO), Nader Ghafouri (IRI) |
| 27 de julho de 2017 10:30 | Súmula | Pontuação por períodos: 1–4, 2–2, 0–1, 2–2 |     |             | Budapeste Árbitros: Andrej Franulović (CRO), Nader Ghafouri (IRI) |

### Decisão do 9º lugar
| 27 de julho de 2017 12:00 | Súmula | Japão                                      | 11–13 | Espanha | Budapeste Público: Stanko Ivanovski (MNE), Viktor Salnichenko (KAZ) |
| 27 de julho de 2017 12:00 | Súmula | Pontuação por períodos: 2–1, 4–6, 3–4, 2–2 |       |         | Budapeste Público: Stanko Ivanovski (MNE), Viktor Salnichenko (KAZ) |

## Disputa do 13º ao 16º lugar
|  | Semifinais     | Semifinais     |    |             | 13º lugar     | 13º lugar |  |
|  |                |                |    |             |               |           |  |
|  | 23 de julho    |                |    |             |               |           |  |
|  | Canadá         | 6              |    |             |               |           |  |
|  | França         | 10             |    |             |               |           |  |
|  |                |                |    |             |               |           |  |
|  |                |                |    |             | 25 de julho   |           |  |
|  |                |                |    |             | França        | 8         |  |
|  |                | Estados Unidos | 11 |             |               |           |  |
|  |                |                |    |             |               |           |  |
|  |                |                |    |             |               |           |  |
|  |                |                |    |             | 15º lugar     |           |  |
|  | 23 de julho    | 23 de julho    |    | 25 de julho | 25 de julho   |           |  |
|  | África do Sul  | 4              |    | Canadá      | 9             |           |  |
|  | Estados Unidos | 13             |    |             | África do Sul | 6         |  |

| 23 de julho de 2017 10:30 | Súmula | Canadá                                     | 6–10 | França | Budapeste Árbitros: Stanko Ivanovski (MNE), Matan Schwartz (ISR) |
| 23 de julho de 2017 10:30 | Súmula | Pontuação por períodos: 4–3, 1–2, 1–2, 0–3 |      |        | Budapeste Árbitros: Stanko Ivanovski (MNE), Matan Schwartz (ISR) |

| 23 de julho de 2017 12:00 | Súmula | África do Sul                              | 4–13 | Estados Unidos | Budapeste Árbitros: Radosław Koryzna (POL), Maged El-Shamy (EGY) |
| 23 de julho de 2017 12:00 | Súmula | Pontuação por períodos: 0–1, 3–6, 1–3, 0–3 |      |                | Budapeste Árbitros: Radosław Koryzna (POL), Maged El-Shamy (EGY) |

### Decisão do 15º lugar
| 25 de julho de 2017 09:30 | Súmula | Canadá                                     | 9–6 | África do Sul | Budapeste Árbitros: Diego Garibaldi (ARG), Michael Brooks (NZL) |
| 25 de julho de 2017 09:30 | Súmula | Pontuação por períodos: 1–2, 4–1, 2–1, 2–2 |     |               | Budapeste Árbitros: Diego Garibaldi (ARG), Michael Brooks (NZL) |

### Decisão do 13º lugar
| 25 de julho de 2017 10:50 | Súmula | França                                     | 8–11 | Estados Unidos | Budapeste Árbitros: Péter Molnár (HUN), Viktor Salnichenko (KAZ) |
| 25 de julho de 2017 10:50 | Súmula | Pontuação por períodos: 1–0, 2–3, 3–4, 2–4 |      |                | Budapeste Árbitros: Péter Molnár (HUN), Viktor Salnichenko (KAZ) |

## Classificação final
| Pos.              | Seleção        |
| ----------------- | -------------- |
| Medalha de ouro   | Croácia        |
| Medalha de prata  | Hungria        |
| Medalha de bronze | Sérvia         |
| 4                 | Grécia         |
| 5                 | Montenegro     |
| 6                 | Itália         |
| 7                 | Austrália      |
| 8                 | Rússia         |
| 9                 | Espanha        |
| 10                | Japão          |
| 11                | Cazaquistão    |
| 12                | Brasil         |
| 13                | Estados Unidos |
| 14                | França         |
| 15                | Canadá         |
| 16                | África do Sul  |

Legenda
| Recorde mundial       | Recorde mundial (World record)               |                       | Recorde africano                      | Recorde africano (African) |                                           | Q | Classificado por posição (Qualified) |
| Recorde do campeonato | Recorde do campeonato (Championship record)  | Recorde da América    | Recorde da América (Americas)         | q                          | Classificado por melhor tempo (Qualified) |   |                                      |
| Melhor marca do ano   | Melhor marca do ano (World leading)          | Recorde asiático      | Recorde asiático (Asian)              | DNS                        | Não largou (Did not start)                |   |                                      |
| Recorde nacional      | Recorde nacional (National record)           | Recorde europeu       | Recorde europeu (European)            | DNF                        | Não terminou (Did not finish)             |   |                                      |
| Recorde pessoal       | Recorde pessoal do atleta (Personal best)    | Recorde da Oceania    | Recorde da Oceania (Oceania)          | DSQ / DQ                   | Desclassificado (Disqualified)            |   |                                      |
| Recorde da temporada  | Recorde da temporada do atleta (Season best) | Recorde sul-americano | Recorde sul-americano (South America) | NM                         | Sem marca (No mark)                       |   |                                      |